# Procédé Diaversal
 (juillet 2025).
Si vous disposez d'ouvrages ou d'articles de référence ou si vous connaissez des sites web de qualité traitant du thème abordé ici, merci de compléter l'article en donnant les références utiles à sa vérifiabilité et en les liant à la section « Notes et références ».
Le procédé Diaversal de Gevaert, aujourd'hui disparu, permettait d'obtenir des tirages monochromes depuis des diapositives couleur, sans passer par un internégatif.
Il s'agissait d'un procédé d'inversion automatique par utilisation d'un papier spécial à double couche : la couche supérieure, une émulsion standard, et la couche inférieure, à laquelle est transmise une partie de l'argent non développé de la couche supérieure lors d'un bain dit d'inversion.
Le procédé comprenait les bains suivants :
1. bain de développement dans un révélateur normal : se forme une image négative à la surface de l'émulsion
2. bain d'inversion et de transfert pour formation d'une image positive sous la première image
3. lavage à l'eau tiède pour faire disparaître l'image négative (frottement à l'éponge)
4. bain de virage pour renforcement de l'image positive (il s'agit d'un procédé de virage pour papier noir et blanc classique)
5. lavage court (l'image n'est pas fixée dans de l'hyposulfite).

Ce procédé court (à peu près sept minutes) n'est plus utilisé.